# Centro Esportivo Natalense
El Centro Esportivo Natalense fue un equipo de fútbol de Brasil que jugó en el Campeonato Potiguar, la primera división del estado de Río Grande del Norte, de la cual fue uno de los equipos fundadores.

## Historia
Fue fundado en el año 1918 en el municipio de Natal, capital del estado de Río Grande del Norte por Antônio Afonso Monteiro Chagas junto a Henrique Castriciano y Joao Fernandes Cafe Filho (eventual presidente de Brasil); y el club estaba compuesto por marineros y oficiales militares que participaban en la Primera Guerra Mundial, además de ser el primer equipo de fútbol de Brasil en contar con un equipo de fútbol femenil.
Ese mismo año fue uno de los 3 equipos fundadores de la Federación de Fútbol de Río Grande del Norte, y del Campeonato Potiguar, la primera división del estado de Río Grande del Norte, del cual salió campeón en la temporada de 1921 luego de haber sido finalista en las dos temporadas anteriores.
El club desaparece en 1922 luego de que transfirieran al comandante Monteiro Chagas, que pertenecía a la Marina de Brasil, por lo que el ABC Futebol Clube reclama los logros del Centro Esportivo Natalense desde entonces.
El club alteró su estatus de competición para beneficiar al Clube Atlético Potiguar en 1998.

## Palmarés
- Campeonato Potiguar: 1

1921

## Jugadores

### Jugadores destacados
- Café Filho[9][10]